# Гобле, Мервей
Мервей Гобле (фр. Merveille Goblet; родился 20 ноября 1994 года в Жете, Бельгия) — бельгийский футболист, вратарь клуба «Мандель Юнайтед».

## Клубная карьера
Гобле — воспитанник льежского клуба «Стандард». В 2013 году он был включён в заявку основной команды, но так и не дебютировал за клуб. В том же году для получения игровой практики Мервей на правах аренды перешёл в «Тюбиз». 3 августа в матче против «Вестерло» Гобле дебютировал во Втором дивизионе Бельгии. За полтора сезона Мервей провёл 50 матчей без замен.
Летом 2015 года контракт Гобле со «Стандардом» истёк и он на правах свободного агента присоединился к «Васланд-Беверен». 3 октября в матче против «Сент-Трюйдена» он дебютировал в Жюпиле лиге.